# Handgranate

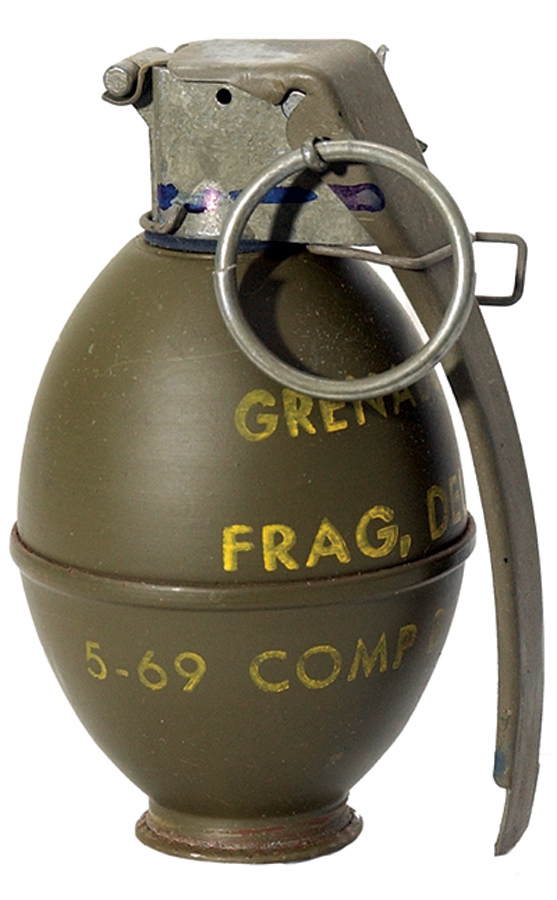
US-Splitterhandgranate M61

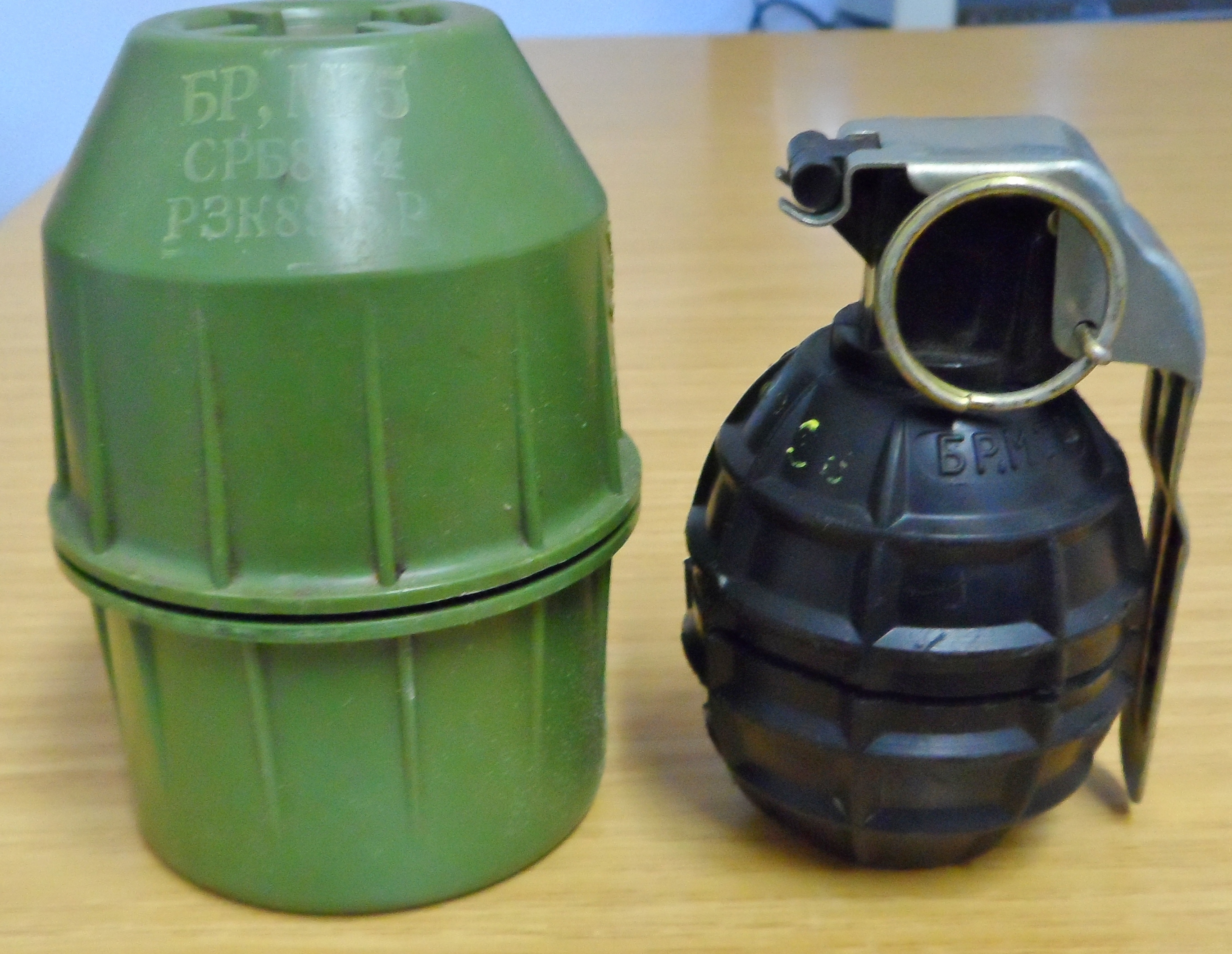
Jugoslawische M75 mit Transportbehälter

Eine Handgranate (Deutschland: HGr, Schweiz: HG) ist eine mit der Hand auf ein Ziel zu werfende Granate. Handgranaten sind mit einer Sprengladung gefüllte und einem Zeit- oder Aufschlagzünder versehene Metall- oder Kunststoffhohlkörper. Zur Steigerung der Splitterwirkung kann die Wandung des Hohlkörpers mit Sollbruchstellen versehen sein oder selbst weitere Metallteile (bspw. Kugeln) enthalten. Manche Modelle wirken durch die Verwendung von Kampfstoffen oder Brandmitteln.
Handgranaten sind seit dem Mittelalter in der älteren Form der Granate mit Luntenzündung bekannt und wurden als Waffe der Grenadiere zum Ende des 17. Jahrhunderts von fast allen europäischen Armeen eingesetzt. Später wurden vor allem Handgranaten mit Aufschlagzünder verwendet. In der neueren Form der Eier- oder Stielhandgranate mit Abreißzünder oder Hebelzünder gehören sie seit dem Ersten Weltkrieg zum Waffenarsenal sämtlicher Armeen. Frühe Formen sind als Brandwurfgeschosse bereits aus der Antike bekannt.

## Wortherkunft
Das Wort „Granate“ stammt aus dem Lateinischen, von grānātus = „mit Körnern, Kernen versehen“. Dies geht dabei auf die Bezeichnung des Granatapfels = [mālum] grānātum zurück, der seine vielen „Samenkerne“ auch explosionsartig verteilt, wenn man ihm gewaltsam zu Leibe rückt.

## Geschichte

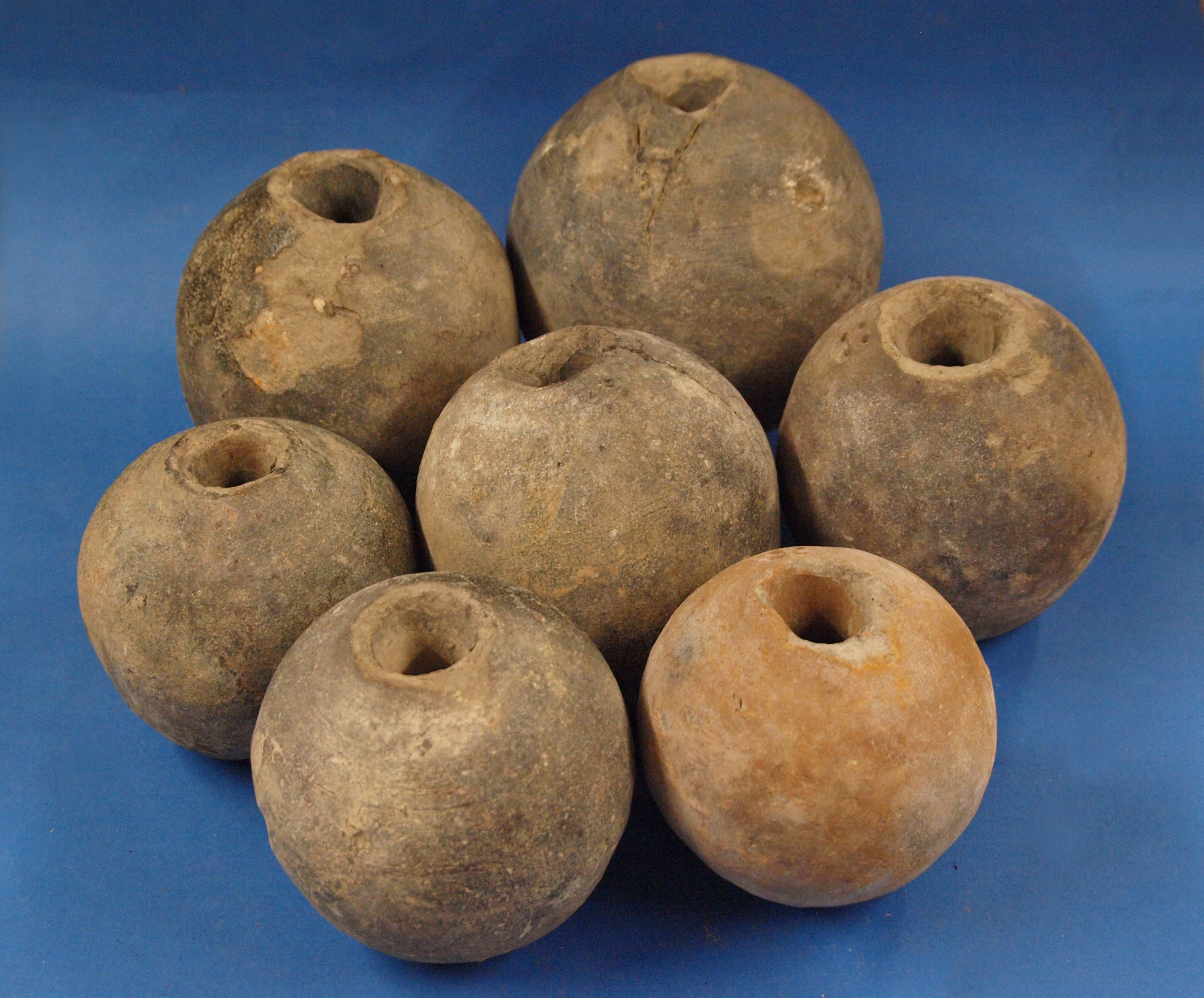
Keramikhandgranaten aus dem 17. Jahrhundert, gefunden in Ingolstadt

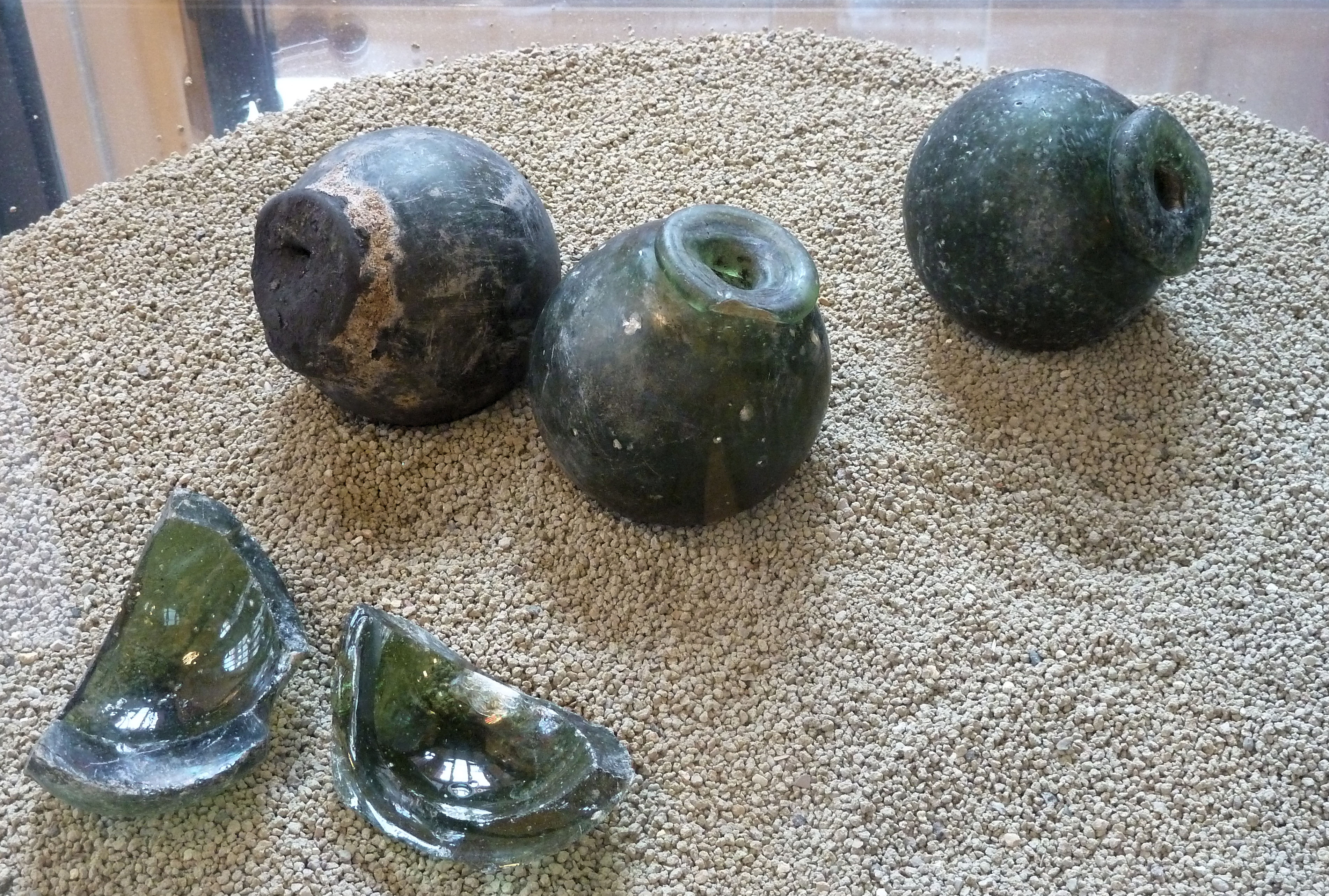
Mit Schwarzpulver gefüllte französische Glashandgranaten von 1740 (bei Ausgrabungen in Freiburg gefunden)

Erste Belege für die Verwendung der Waffe datieren aus dem China der Song-Dynastie (960 bis 1279). Im Westen wurde sie zuerst nachweisbar im Byzantinischen Reich und spätestens seit dem 16. Jahrhundert in Europa verwendet. Zunächst handelte es sich um Keramik- oder Glasgranaten, die mit Schwarzpulver gefüllt und mit hölzernen Zündröhren mit einer langsam brennenden Pulvermischung ausgerüstet waren. Sie wurden vermutlich aus früheren Sturmtöpfen weiterentwickelt. Mehrere Hundert keramische (Hand-)Granaten aus dem 17. Jahrhundert, die beim Bau einer Tiefgarage im Jahre 1983 zu Tage gefördert wurden, sind aus der Landesfestung Ingolstadt erhalten. Ab dem 17. Jahrhundert wurden keramische und gläserne Granaten zunehmend von Metallgranaten aus Gusseisen oder Bronze abgelöst. Es sind jedoch auch Varianten aus Holz überliefert, die neben solchen aus Pappe als Übungshandgranaten dienten. Im 17. und 18. Jahrhundert wurden in den meisten europäischen Armeen Soldaten und ganze Einheiten integriert, die auf den Kampf mit Handgranaten spezialisiert waren; diese Soldaten wurden Grenadiere genannt. Im amerikanischen Fort Ticonderoga wurden kugelförmige eiserne Handgranaten aus dem 18. Jahrhundert gefunden. Nach der Mitte des 19. Jahrhunderts wurden im Krimkrieg und Amerikanischen Bürgerkrieg Handgranaten intensiv verwendet. Im Russisch-Japanischen Krieg 1904/05 kamen sie zum letzten Mal vor dem Ersten Weltkrieg in größerem Umfang zum Einsatz.
Seit 1914 kam die Waffe im Grabenkrieg während des Ersten Weltkrieges zum Einsatz. Hier war dem Angreifer der Wurf möglich, ohne den Körper aus der Deckung zu heben. So konnte man vermeiden, in den Wirkungsbereich feindlicher Schützen oder von Granatsplittern zu geraten. Zu Beginn des Krieges verfügten nur die deutsche und die türkische Armee über ausreichende Mengen an Handgranaten. Die britische Armee hatte ihre Handgranaten bereits 1870 ausgemustert und musste nun nach dem Rückgriff auf behelfsmäßig an der Front gebastelte Stielgranaten („Kartoffelstampfer“) 1915 notgedrungen die Mills-Granate einführen.
Bekannte Modelle aus dem Zweiten Weltkrieg sind die US-amerikanische Mk 2 („Ananas“) sowie die sowjetische F 1, aus dem Vietnamkrieg die US-amerikanischen M61 und M67. Bemerkenswert sind die japanischen Typ 4 Handgranaten aus Keramik, die aufgrund der zunehmenden Metallknappheit gegen Ende des Zweiten Weltkriegs entwickelt und eingesetzt wurden.

## Verwendung

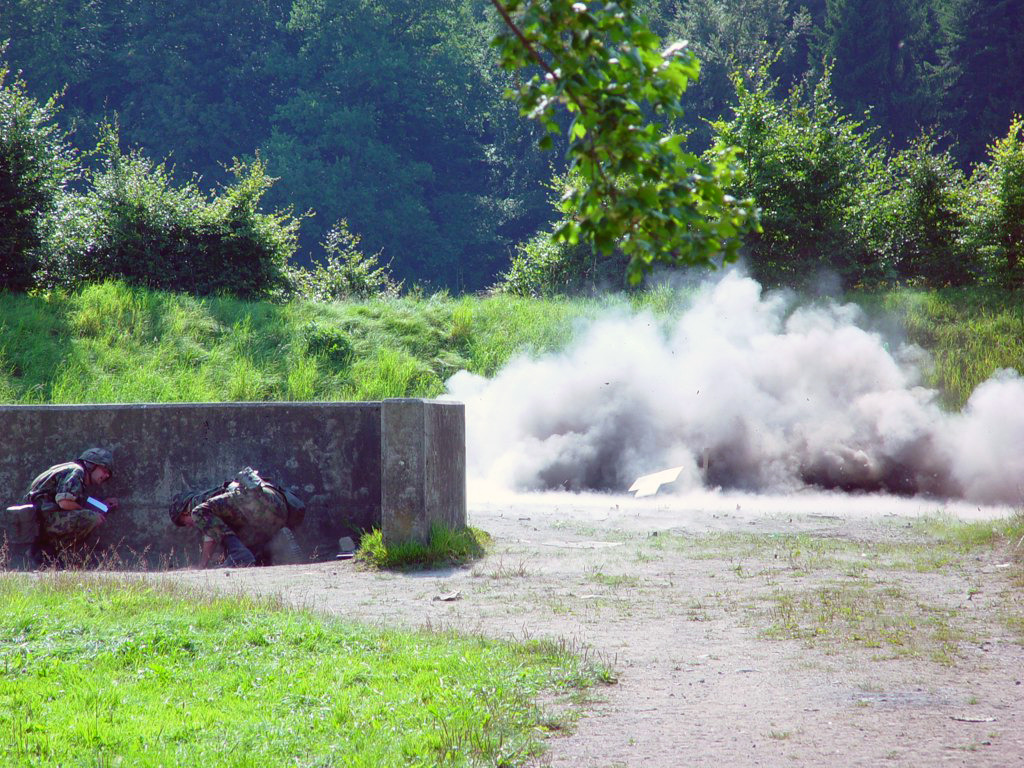
Handgranatenwurf, Übung

Die Handgranate wird im taktischen Einsatz im Regelfall zur Bekämpfung von Soldaten bis zur Distanz von etwa 30–40 Metern verwendet, das heißt der durch menschliches Wurfvermögen erreichbaren Entfernung. Zum Einsatz kommt sie dort, wo der Gegner, wie zum Beispiel im Häuserkampf, bei Grabenkämpfen sowie bei Angriffen auf Bunker, eine eingeschränkte Bewegungsfähigkeit hat, sowie um aus der Deckung heraus Ziele zu bekämpfen, ohne sich durch eigenen Handwaffeneinsatz exponieren zu müssen. Die Explosion einer Handgranate in einem geschlossenen Raum ist meist für alle im Wirkungsbereich befindlichen Personen tödlich.

### Offensive und defensive Verwendung

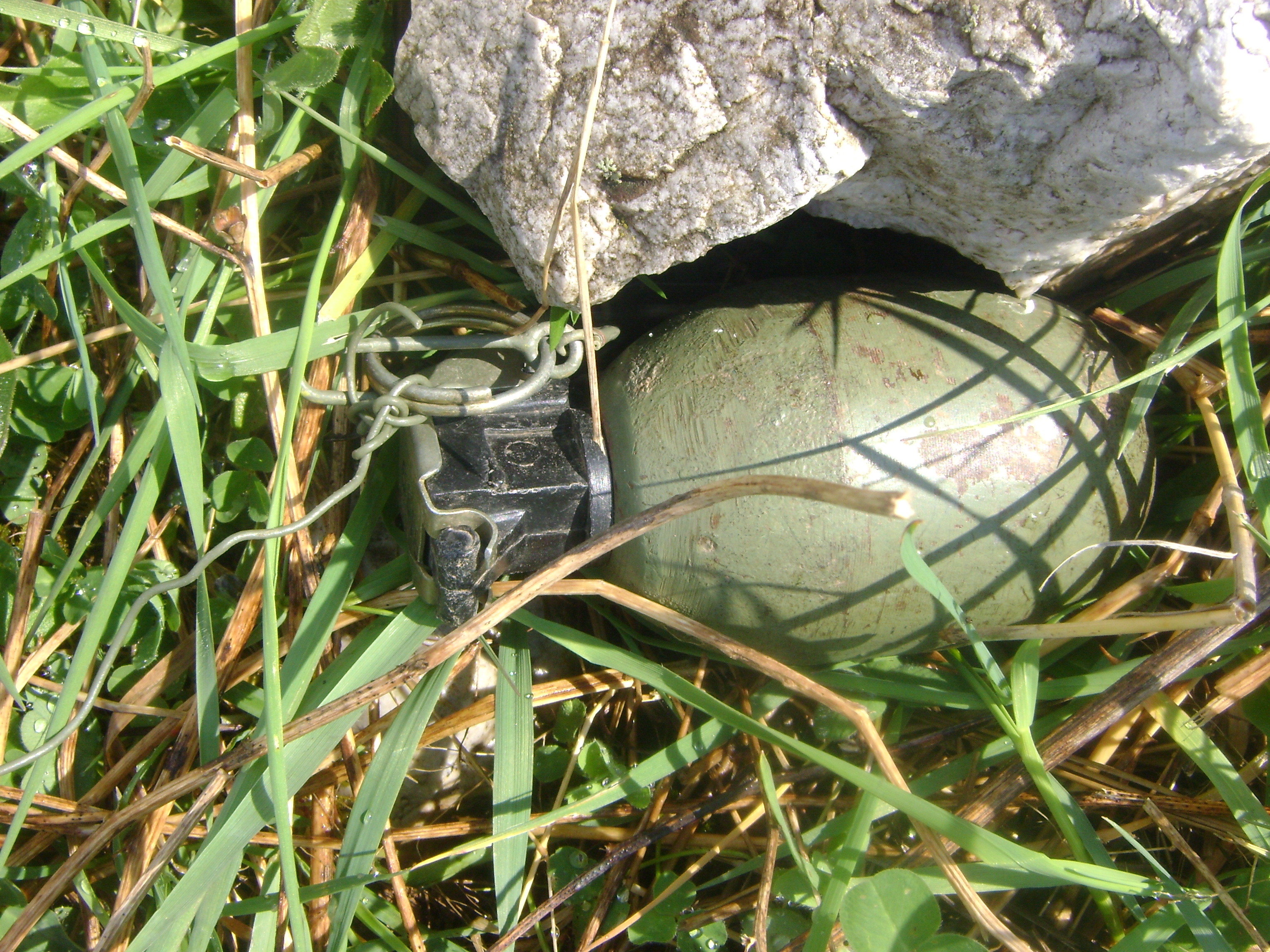
Zur Sprengfalle umfunktionierte jugoslawische M52-Handgranate, Auslösung durch Stolperdraht

Beim Waffeneinsatz erfordern unterschiedliche taktische Situationen verschiedene Relationen zwischen Wurfweite und Splitterradius.
Offensive Granaten haben einen relativ kleinen, unterhalb der Wurfweite liegenden Gefahrenbereich und können somit auch ohne Deckung des Angreifers eingesetzt werden. Sie werden für das Eindringen in feindliche Stellungen verwendet, sind meist nur mit einem dünnen Blechmantel oder Kunststoffgehäuse versehen und haben nahezu keine Splitterwirkung. Sie beschränken sich auf die Druckwellenwirkung ihrer Sprengladung.
Defensive Splittergranaten werden im Gegensatz dazu aus der Deckung, etwa aus einem oder in einen Graben geworfen. Der Splitterradius ist größer als bei vergleichbaren offensiven Handgranaten und größer als die Wurfreichweite, d. h. der Werfer muss sich in Deckung begeben. Sie sind entweder mit einem dicken Splittermantel versehen oder das Kunststoffgehäuse enthält zusätzlich Splitterkörper. Durch das Aufschieben von Splitterringen können offensive Granaten (sofern diese Option vorgesehen ist) in defensive umfunktioniert werden.
Handgranaten werden ebenfalls häufig zum Herstellen improvisierter Sprengfallen benutzt.

## Technischer Aufbau

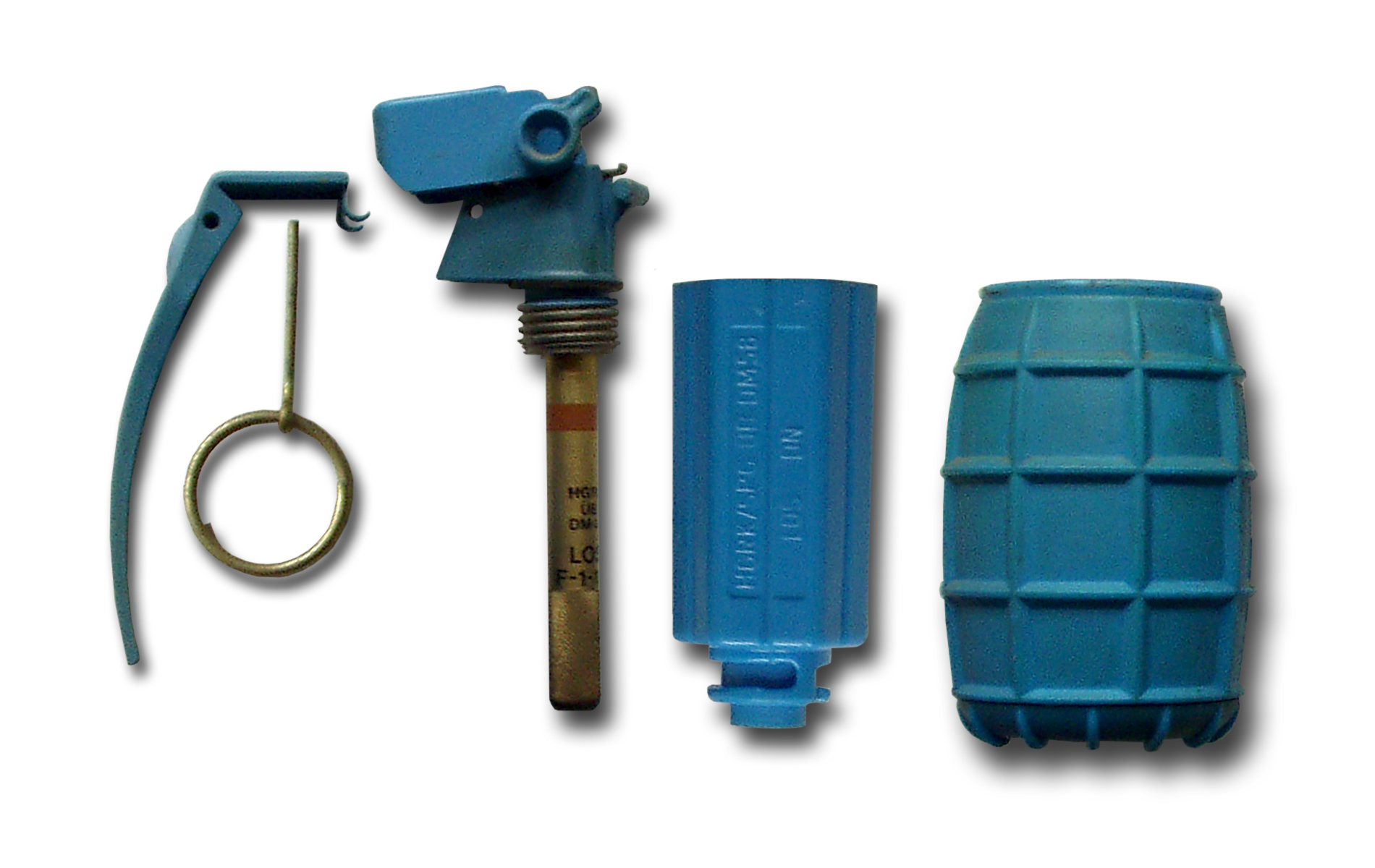
Zerlegte Übungsgranate

Die wesentlichen Elemente einer Handgranate sind:
- Sprengstofffüllung
- Zusätzliche schädigende Elemente wie Splitter, Gifte oder Brandmittel
- Aufschlag- oder Zeitzünder
- Sicherungselemente

Dargestellt auf der Abbildung ist eine Übungshandgranate DM58 (von links nach rechts): Hebel (der nach Abziehen des Stifts allein die Handgranate sichert, entweder in der Hand des Werfers oder durch sonstige Methoden), Sicherungsstift, Auslösemechanik nebst Zündladung, eigentliche Sprengstofffüllung sowie Mantelelement aus o. g. Bestandteilen (hier Splittermantel).

### Füllungen
Die für Handgranaten heute üblicherweise verwendeten Sprengstoffe sind TNT, Hexogen, PETN und Composition B. Die prinzipiell auch als Handgranaten verwendeten Molotow-Cocktails haben dagegen leicht entflammbare Flüssigkeiten als Füllung. Die sekundär wirkenden Bestandteile der Handgranate liegen zur Erzielung eines optimalen Wirkungsradius radial außerhalb des explosiven Kerns.

### Zündmechanismen
Unabhängig von der Wirkungsart werden Handgranaten in Bezug auf den Detonationsmechanismus in aufschlagszündende (früher auch Perkussionszünder genannte) und zeitzündende Waffen unterteilt.
Aufschlagszündende Handgranaten lassen die Waffe bei Bodenberührung mittels verschiedenster Mechanismen explodieren. Diese Technik hat den Vorteil, dass der Gegner der Waffe weder ausweichen noch diese zurückschleudern kann und die Gefahr eines Zurückrollens bei abschüssigem Gelände ausgeschlossen ist.

### Aufbau und Funktion der Elemente einer Handgranate

Zündrichter Borstein Granat Modell 1935:
1. Verschluss, 2. Kartonverschluss, 3. Klemme, 4. Schlagachse, 5. Feder, 6. Schlagbolzen, 7. Unterlegscheibe aus Leder, 8. Gewinde, 9. Zündkörper, 10. Docht, 11. Zündpaste, 12. Detonator, 13. Zündpaste 1, 14. Auslöseklinke, 15. Sicherungsstift, 16. Schalthebel, 17. Gesamtansicht

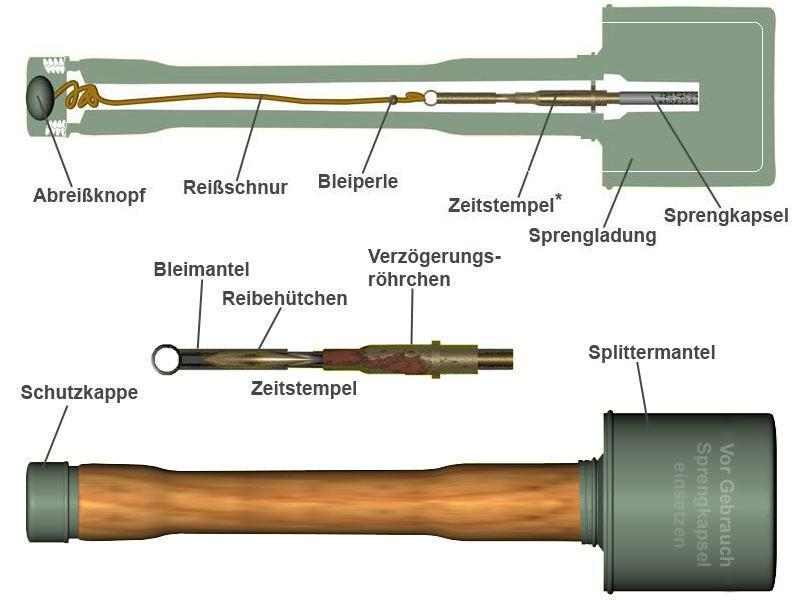
Elemente einer Stielhandgranate

Anhand der schematischen Darstellung des Aufbaus einer Stielhandgranate sind die verschiedenen Komponenten einer typischen Handgranate ersichtlich. Zuerst ist die vom Soldaten erst unmittelbar vor dem Einsatz der Granate ins Innere des Granatenkopfes einzuführende Sprengkapsel zu erwähnen. Dadurch sollen unabsichtliche Zündungen mit Sprengwirkung verhindert werden. Wurde eine Granate ohne Sprengkapsel gezündet, so stoppte die chemische Reaktion, ohne die nötige Energie für eine Zündung der Hauptladung aufzubringen. Auch wurde die Gefahr, die durch ein Feuer oder große Hitzeentwicklung in den eigenen Reihen entstanden wäre, vermindert. Selbst wenn eine Granate dieses Typs ohne Sprengkapsel hohen Temperaturen (> 600 °C) ausgesetzt wäre, liefe die Explosionsreaktion der Hauptladung verzögert und weniger heftig ab. Dies gäbe den Soldaten die nötige Zeit, um Gegenmaßnahmen zu ergreifen, sich also zu entfernen oder das Feuer zu löschen. Auch bei modernen Granaten dieses Typs und bei Eierhandgranaten ist das Einsetzen eines Reaktionselements vor dem Einsatz üblich.
Weitere Sicherheitsmaßnahmen sind Bleiperle und Bleimantel als Elemente der Zündeinheit. Die Bleiperle, welche die Reißschnur unterteilt, sollte Blindgänger verhindern. War die Stielhandgranate hohen Temperaturen (über 327 °C, dem Schmelzpunkt von Blei) ausgesetzt, war es wahrscheinlich, dass der komplette Zündmechanismus abbrannte. Dies hätte von außen nicht erkannt werden können, höchstens über den Widerstand der Reißschnur beim Auslösen. In diesem Fall wäre die Handgranate aber schon scharf gemacht worden. Aus Sicherheitsgründen hätte der Soldat eine solche Granate also ohnehin wegwerfen müssen. Das Gebiet, in dem diese Handgranate dann lag, wäre durch die Möglichkeit einer Spontanzündung gefährdet gewesen. Somit war es besser, Blindgänger von vornherein auszusondern.
War auch der Bleimantel weggeschmolzen, so war die Zündung durch Reibungsenergie nicht mehr möglich. Dies sollte bei Granaten, die Temperaturen kurz vor der Entfachung der Zündeinheit ausgesetzt waren, die gefürchtete 'Schwelzündung' verhindern. Bei Temperaturen um 350 °C hatte der Zündstoff unter Umständen bereits 'still' reagiert und brannte dann nach der Zündung unregelmäßig und verzögert (schwelend, daher Schwelzündung) ab. Solche oder ähnliche Sicherheitsvorkehrungen finden in so gut wie allen modernen Handgranaten Verwendung.
Besondere Beachtung sollte der Zeitstempel finden. Mit ihm war es möglich, einen Zeitraum zwischen Zündung und Explosion der Handgranate zu bestimmen und auch zu variieren. Allerdings wurde dies in der Regel bereits in der Produktion getan. Dem einfachen Soldaten war es normalerweise nicht möglich, den Zeitstempel einzustellen. Die Verzögerungszeit bis zur Explosion der Granate konnte im Zeitstempel sowohl mittels des verwendeten Reaktionsgemisches (Reaktionsgeschwindigkeit) als auch der Verteilung und der Menge des Reaktionsgemisches eingestellt werden. Zeitstempel finden in verschiedenen Variationen notwendigerweise in allen Handgranaten Gebrauch. Bei dem dargestellten Modell eines Zeitstempels ist auch die Zündeinheit integriert. Durch ruckartiges Abziehen der Reißschnur wurde der Bleimantel über das Reibehütchen gezogen. Dadurch kam es durch die Reibungsenergie, ähnlich wie bei einem handelsüblichen Streichholz, zur Entfachung des Zündstoffes im Verzögerungsröhrchen. Die Reaktionsenergie steigerte sich dabei: angefangen beim Abbrennen des Reibehütchens, über das Abbrennen des Verzögerungsröhrchens bis hin zur Explosion der Sprengkapsel, welche die Hauptladung auslöste.

## Typen von Handgranaten

### Mittelalter

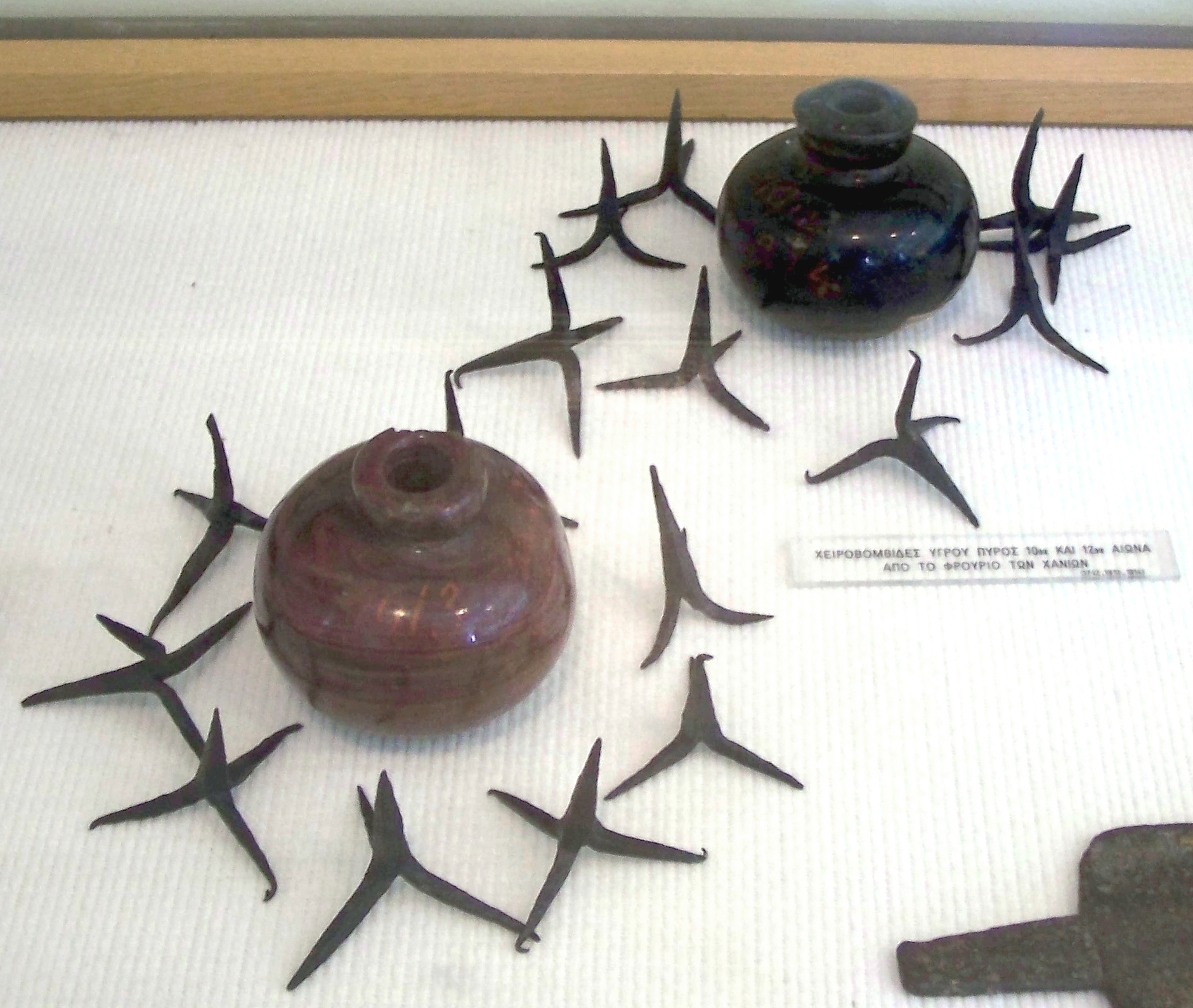
Mit griechischem Feuer gefüllte Handgranaten etwa 10.–12. Jahrhundert (umgeben von Krähenfüßen), Nationalhistorisches Museum Athen, Griechenland

Im byzantinischen Reich wurden aus Keramik gefertigte Handgranaten mit griechischem Feuer befüllt. Arabische Handgranaten aus Keramik wurden mit Naphtha gefüllt. Chinesische Soldaten füllten Schwarzpulver in ihre keramischen Handgranaten.
Ein anachronistischer Scherz ist hingegen die Heilige Handgranate von Antiochia.

### Handgranaten des amerikanischen Bürgerkriegs
Die Handgranaten jener Zeit hatten meistens Aufschlagzünder (es gab jedoch auch noch ältere kugelförmige Modelle mit Zündschnur).
Die Ketchum-Granate (Ketchum’s Improved Hand Grenade) der Nordstaaten gab es in verschiedenen Größen (1, 3 und 5 Pfund). Am eiförmigen Eisenkörper befand sich hinten ein viereckiger Holzstab mit Stabilisierungsflossen als Leitwerk oder ein Ziehharmonika-artig zusammengefalteter Pappstreifen, damit die Granate nach dem Werfen mit dem Zünder voran aufschlug. Der Schlagbolzen besaß an seiner Spitze eine Scheibe, um die Zuverlässigkeit der Zündung beim Auftreffen auf weiche oder unregelmäßige Oberflächen zu erhöhen.
Die Rain-Handgranate der Konföderierten entsprach im Wesentlichen der Ketchum-Granate, besaß aber an der Spitze des Zünders keine Scheibe. Als Leitwerk kam auch ein einfacher Stoffstreifen zum Einsatz.
Die kugelförmige Excelsior-Granate bestand aus dem eigentlichen Sprengkörper sowie einer äußeren Hohlkugel, deren beide Hälften zusammengeschraubt werden konnten. Die innere Kugel besaß an ihrer Außenseite 14 Zündhütchen, was ihr ein igelartiges Aussehen verlieh. Beim Auftreffen der Granate schlugen diese Zündhütchen gegen die äußere Umrandung und die Granate explodierte. Durch diese Rundum-Anordnung der Zünder benötigte die Granate kein Leitwerk, was sie kleiner und handlicher machte. Allerdings waren diese Granaten auch sehr empfindlich, und viele explodierten versehentlich bereits vor dem Wurf.

### Stielhandgranate

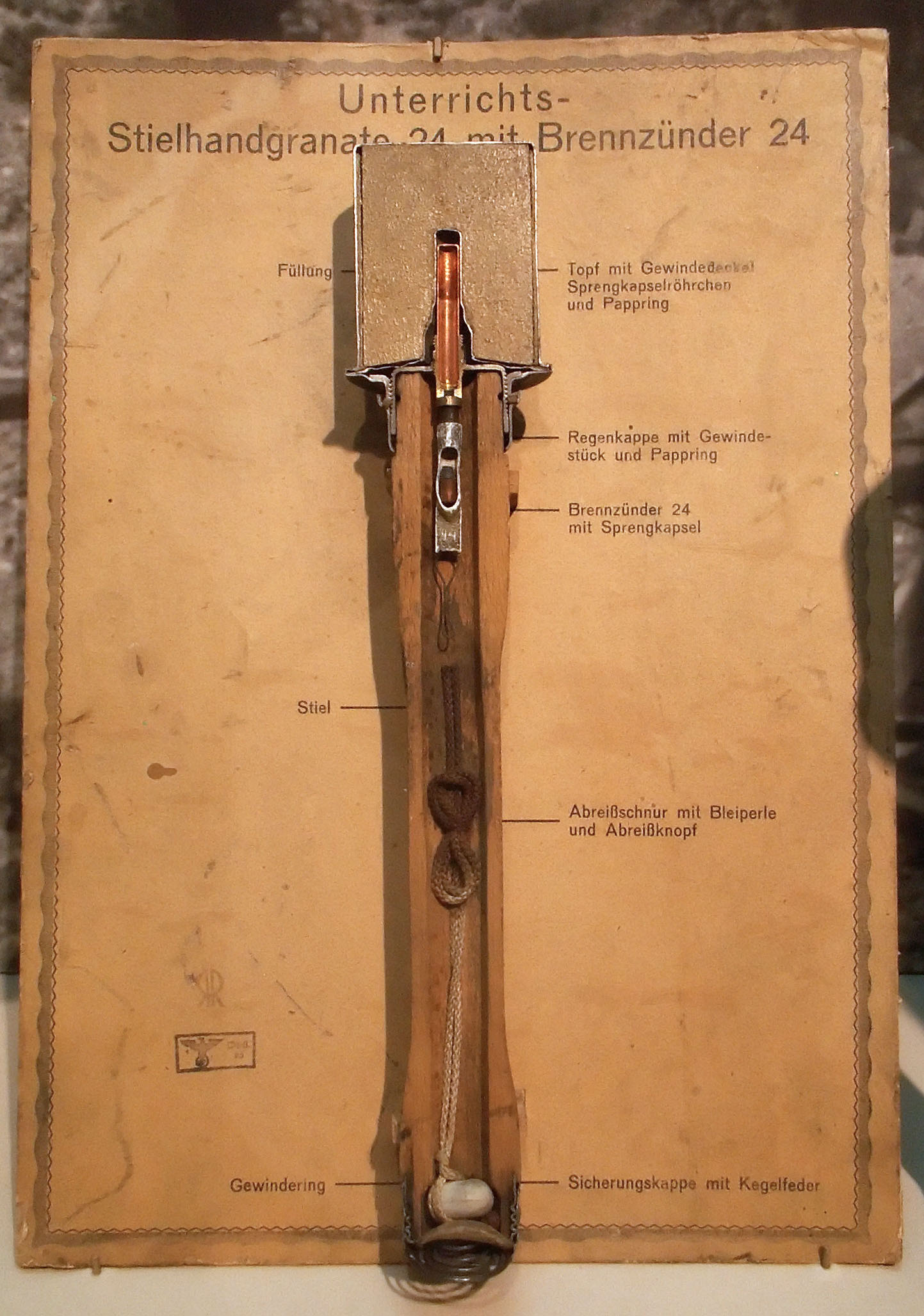
Schnittmodell einer Stielhandgranate

Die Stielhandgranate, landläufig auch Stabgranate, von den Alliierten des Zweiten Weltkriegs wegen ihres Aussehens umgangssprachlich auch „Kartoffelstampfer“ genannt, besteht aus einem Stiel mit einem daran angeschraubten Sprengkopf. Der Stiel verlängert den Hebel des Wurfarms und ermöglicht so größere Wurfweiten. Aus diesem Grund sowie durch den im Vergleich zu einer Eihandgranate geringeren Splitterradius ist sie eine für den Angriff geeignete Handgranate. In der Regel ist der Zeitzünder im Stiel untergebracht. Am unteren Ende des Stiels befindet sich, normalerweise durch eine abschraubbare Kappe geschützt, die Abreißschnur für den Reibungszünder mit der daran befestigten Perle.
In ihrer bekanntesten Form wurde sie erstmals im Ersten Weltkrieg eingesetzt, hatte aber damals noch einen am Sprengkopf befestigten Henkel, der ein einfaches und relativ sicheres Befestigen am Koppel erlaubte.
Auch im Zweiten Weltkrieg wurden von deutscher Seite hauptsächlich Stielhandgranaten verwendet. Diese Handgranaten besaßen den Henkel nicht mehr und so mussten die Soldaten die Granate oft lose unter ihr Koppel klemmen oder in den Stiefelschaft stecken.
Das Modell 24 war wie oben beschrieben aufgebaut. Im März 1944 kam das vereinfachte Modell 43 zur Truppe. Diese Stielhandgranate entsprach in Größe und Wirkung der älteren Granate; allerdings befand sich der Zünder nun an der Spitze. Dadurch wurde die Produktion einfacher, da der Griff nicht mehr ausgehöhlt werden musste; außerdem konnte die Granate nun auch ohne Stiel geworfen werden. Allerdings war der Zünder nicht mehr so gut gegen äußere Einwirkungen geschützt.
Für beide Modelle gab es aufsteckbare Splittermäntel aus Metall (Verstärkungsmantel aus Gusseisen), um die Splitterwirkung zu erhöhen.
Vornehmlich im Einsatz gegen Bunker und andere Befestigungsanlagen wurde die Sprengwirkung durch die sogenannte „Geballte Ladung“ verstärkt. Hierbei wurden mittels Draht sechs weitere Sprengköpfe ohne Sprengkapseln um den Sprengkopf der Granate befestigt (dieses im Feld hergestellte Provisorium ist nicht zu verwechseln mit der schweizerischen seriengefertigten Variante).
Bis in die 1990er-Jahre wurden Stielhandgranaten unter der Bezeichnung HG 43 auch in der Schweizer Armee verwendet. Sie war aufgebaut wie oben beschrieben und enthielt 380 g TNT. Als zusätzliches Element enthielt der Kopf der HG-43 zwei weitere Gewinde: ein Außengewinde am oberen Ende und ein darauf passendes Innengewinde am unteren stielseitigen Ende. So konnte man beliebig viele Granatenköpfe zu einer sogenannten gestreckten Ladung unter anderem gegen Stacheldrahthindernisse zusammenschrauben. Alternativ stand eine Zusatzladung von 1,5 kg TNT zur Verfügung, in die man den HG-Kopf mit dem Außengewinde hineinschrauben konnte. Eine solche sogenannte Geballte Ladung hatte eine verstärkte Wirkung. Gestreckte Ladungen mit bis zu drei Granatköpfen können noch von Hand geworfen werden. Längere Versionen wurden in der Regel fest montiert und aus der Ferne mittels verlängerter Schnur gezündet. Auf das Außengewinde der HG-43 konnte zu Defensivzwecken ebenfalls ein Splittermantel geschraubt werden.
Eine weitere schnell im Feld zusammengebaute Waffe war eine andere Variante der gestreckten Ladung. Sie bestand aus mehreren in einem Abstand von etwa 15 cm voneinander angebrachten Sprengladungen der Stielhandgranate, die beispielsweise auf einem Brett mit Draht befestigt wurden. Dieses wurde dann vornehmlich unter einen Stacheldrahtverhau geschoben und aus sicherer Entfernung gezündet. Durch die Explosion und die erhebliche Splitterwirkung wurde der Stacheldraht meistens durchtrennt, sodass Infanterie das Gebiet durchqueren konnte.
Eine Stielhandgranate hat typischerweise eine Verzögerung von etwa drei bis fünf Sekunden. Sie wird sofort nach dem Abziehen geworfen, verbunden mit dem typischen Warnruf „Achtung Handgranate“ oder wie in der Wehrmacht üblich „Brennt!“. Das „Abkochen“ (oder auch „Tempieren“) genannte kurze Warten vor dem Werfen wird aber weder trainiert noch sollte es angewendet werden, da die Risiken für den Werfer zu hoch sind. Zurückwerfen ist praktisch unmöglich, dazu ist die Zeit zu kurz. Im Gegensatz zu einer Eihandgranate mit Sicherungsbügel muss eine Stielhandgranate nach dem Abziehen geworfen werden, da die Zündung nicht durch einen gehaltenen Sicherungsbügel verzögert wird. Die Stielhandgranate ist heute als Kampfmittel unüblich geworden.
Im Zweiten Weltkrieg wurden schätzungsweise 75 Millionen Stück durch die deutsche Industrie hergestellt, im Ersten Weltkrieg waren es etwa 300 Millionen Stück.

### Eierhandgranate

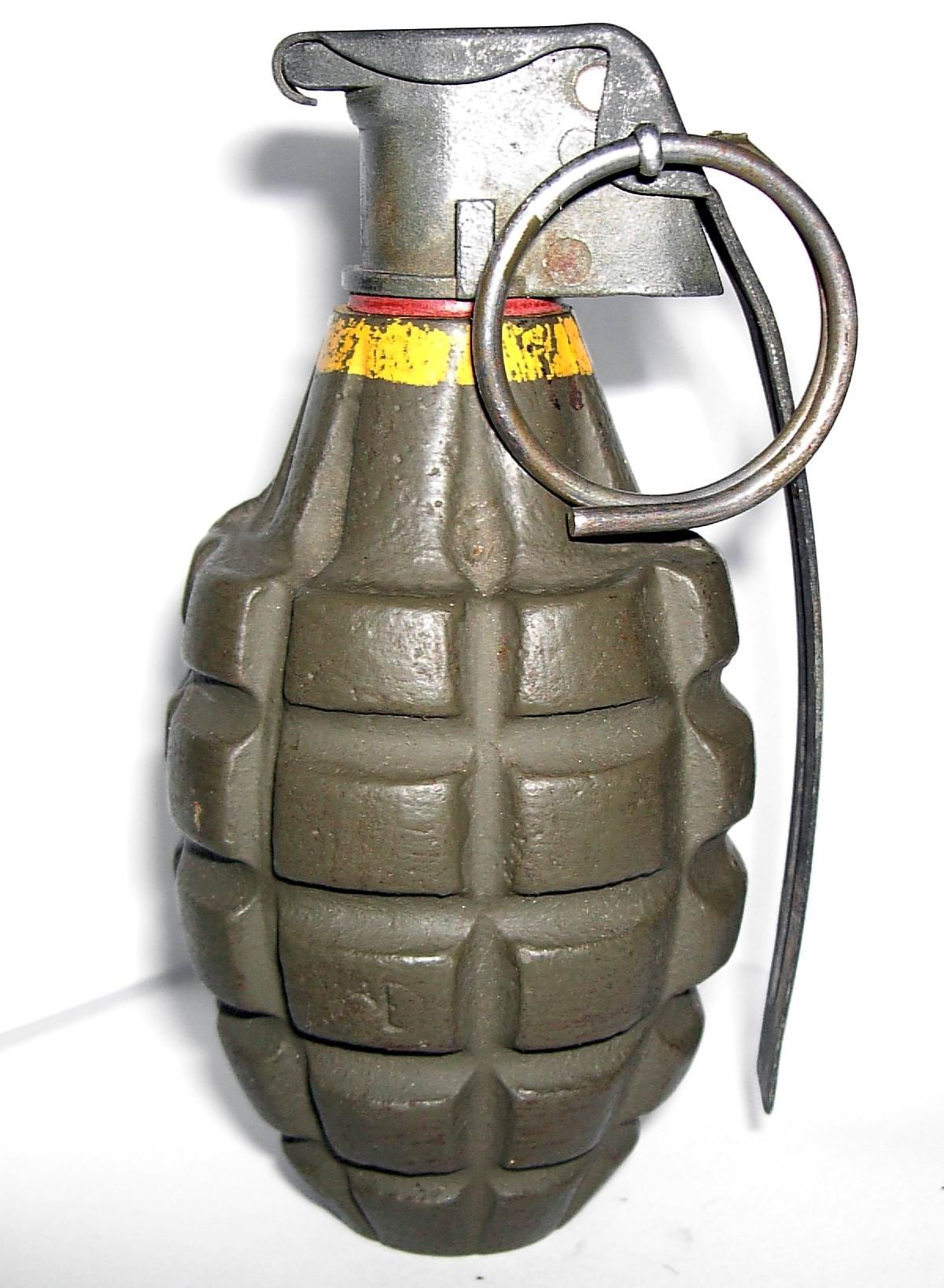
US-Handgranate Mk2 (Pineapple)

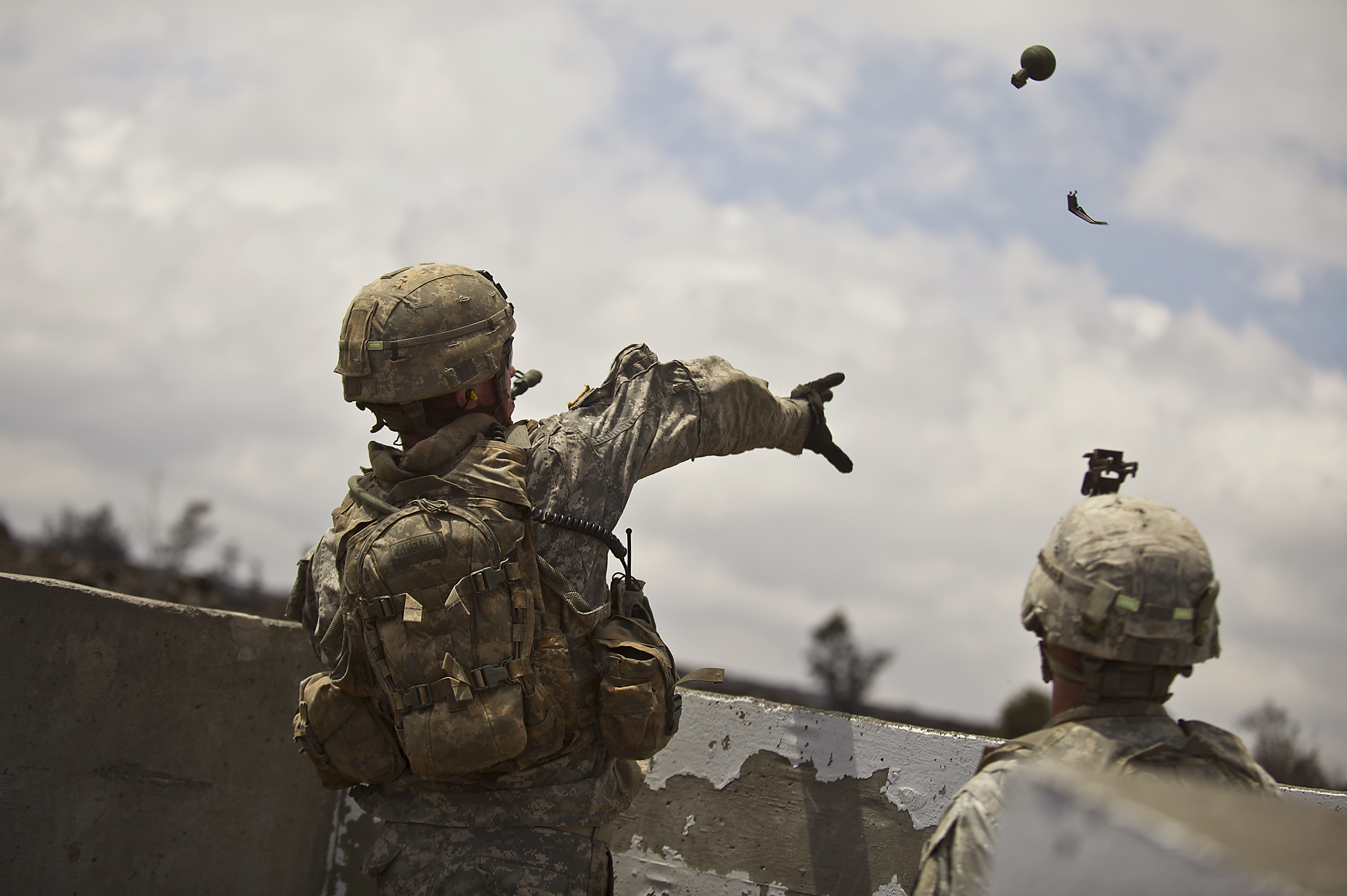
US-Soldat wirft eine M67

Die Eierhandgranate hat grob die Gestalt eines Eies, eines Apfels oder einer Mandarine. Sie trägt am oberen Ende einen Schlagzünder mit einem Verzögerungssatz von etwa drei Sekunden. Dieser Schlagzünder wird durch einen Bügel in seiner gespannten Position gehalten, der an der Außenhaut der Granate anliegt und mit einem Splint gesichert ist. Beim Einsatz wird die Granate mit dem Bügel fest in die Hand genommen, wobei der Bügel in der Handinnenfläche zu liegen hat. Die Hand mit der Eierhandgranate wird auf dem Oberschenkel der Wurfhand abgesetzt und dann der Splint gezogen. Auch jetzt beginnt noch keine Zündverzögerung, die Granate kann noch in der Hand gehalten werden. Die Eierhandgranate wird dann im Bogenwurf über den Kopf geworfen, was eine größere Reichweite und besseres Zielen ermöglicht. Andere Wurftechniken bergen das Risiko, dass der Werfer die Handgranate durch zu frühes Öffnen der Hand unmittelbar vor sich wirft. Erst mit dem Wurf wird der Hebel durch Öffnen der Hand freigegeben, der Schlagzünder zündet den Verzögerungssatz, die Ladung explodiert nach etwa drei Sekunden.
Zudem diente der Bügel als Kennzeichnungsmittel für die Sprengform. Eine teils rote, teils blaue Färbung macht den Bügel auch bei Dunkelheit erkennbar. Im blauen Farbfeld war die Bezeichnung der Granatenform aufgebracht (z. B. „E-Grenade“ = Explosivgranate oder „S-Grenade“ = Rauchgranate, manchmal auch nur die Buchstaben, ohne „Grenade“). Bei den bis Mitte 1943 hergestellten Handgranaten fanden sich oft aufgedruckte Kurzanweisungen (z. B. „Pull the ring and throw“ = „Ring ziehen und werfen“), die jedoch später entfielen.
Die Urform der Eierhandgranate stammt – mit Abreißzünder (Reibungszünder) versehen – aus der Zeit des Ersten Weltkriegs. Im Zweiten Weltkrieg wurde von deutscher Seite erneut eine Sonderform der Eierhandgranate mit einem Abreißzünder funktionsgleich der Stielhandgranate produziert. Die Eihandgranate 39 war im Vergleich zu dieser aber kompakter gebaut und konnte so in größerer Zahl oder auch verdeckt getragen werden.
Die in Italien im Zweiten Weltkrieg verbreitete dosenförmige Handgranate stellt eine Sonderform dar. Die eigentliche Sprengladung befand sich gesondert im Inneren der Außenhülle, die Zündung erfolgte bei Aufschlag (Aufschlagzünder). Durch die mit unterschiedlichen Mitteln realisierte Zündvorrichtung wird die Zündung in jeder Aufschlagposition sichergestellt. Ähnliche Zünder wurden gleichzeitig in Großbritannien hergestellt.
Die britische Mills-Handgranate gleicht dem heutigen Standardmodell, der Zünder befindet sich allerdings gänzlich im Inneren der Handgranate. Bei späteren Modellen und den gleichzeitig produzierten deutschen und amerikanischen Modellen wurde dieser eingeschraubt. Bei den russischen Modellen mit leicht anderem Aussehen wurde das Schlagfederstück durch eine Spiralfeder ersetzt. Bei japanischen Handgranaten aus dem Zweiten Weltkrieg fehlte das Federschlagstück ganz, die Handgranate musste vor dem Wurf durch einen Schlag auf den Schlagbolzen gezündet werden. Der später produzierte mechanische Abreißzünder mit Schlagbolzen aus Jugoslawien erscheint dagegen sicherer.
Heute ist die Eierhandgranate in verschiedenen äußeren Formen mit dem erwähnten einschraubbaren Schlagzünder die vorherrschende Handgranatenform. Der Splitterkörper kann weiterhin als Metallguss oder Blechkörper konstruiert sein, aber auch aus Kunststoff mit eingegossenem Kerbdraht oder Schrotkugeln. Bei einigen Modellen ist der Splittermantel adaptiv. Die bei frühen Modellen innen gelegene Zündschnur – durch Schlag- oder Abreißzünder gezündet, letztendlich eine Adaption der ursprünglichen Grenadiergranate – wurde später durch etwas zuverlässigere pyrotechnische Zündmittel ersetzt.
Die äußerliche Form der Handgranate dient zum Teil als Synonym zur umgangssprachlichen Benennung (Eierhandgranate, Ananas, Kartoffelstampfer etc.).

### Diskushandgranate

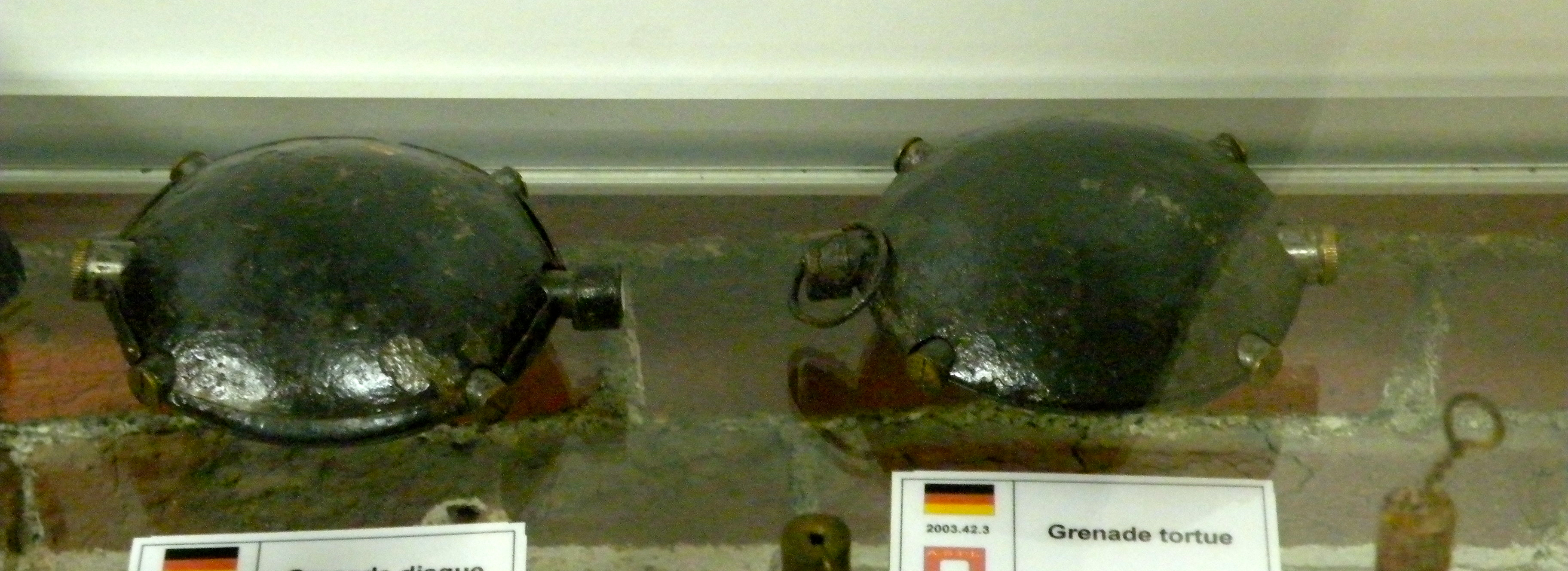
Diskushandgranate

Im Jahr 1915 wurde vom deutschen Militär die Diskushandgranate M15 eingeführt. Sie bestand aus zwei tellerartigen Bauteilen und wog je Ausführung zwischen 360 Gramm und 415 Gramm. Es existierten zwei Varianten zum offensiven und zum defensiven Einsatz. Durch Gewicht und Form erlaubten sie größere Wurfweiten als die zuvor genutzten Kugelhandgranaten. Wegen ihrer Form wurden diese Granaten von alliierten Militäreinheiten auch „turtle grenade“ oder „grenade tortue“ genannt. Das in der Bauart verwandte, linsenförmige Chapelgeschoss hatte sich einige Jahre zuvor nicht durchgesetzt. Auch die Diskushandgranate M15 hat keinen nennenswerten Bekanntheitsgrad erlangt.

### Panzerabwehrhandgranate

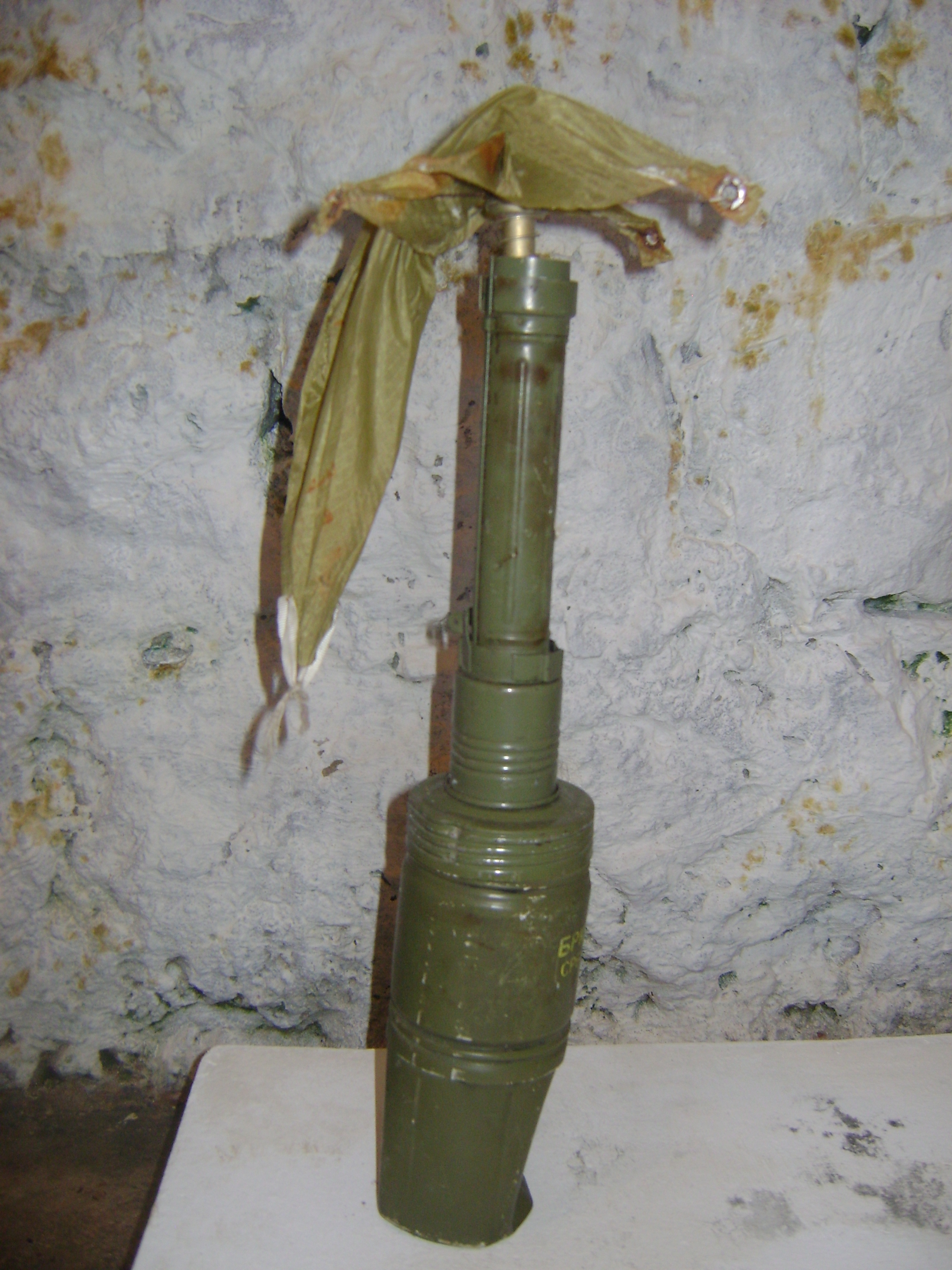
Jugoslawische Hohlladungshandgranate M79 mit Stabilisierungsschirm und Aufschlagzünder (Blindgänger)

Frühe Panzerabwehrhandgranaten wirkten nur durch ihre Druckwelle. Sie wurden nicht geworfen, sondern am Drehkranz des Turmes oder an den Ketten des Panzers platziert, um ihn einsatzunfähig zu machen. Vor dem Einsatz wurden sie teilweise (wie die britische HGR No. 74) mit stark haftendem Klebstoff beschichtet.
Mit der Entwicklung von Hohlladungswaffen wurden im Zweiten Weltkrieg auch Panzerabwehrhandgranaten mit Hohlladungen eingeführt. Sie sind meist wie Stielhandgranaten aufgebaut. Da die Hohlladung nur in eine Richtung wirkt, muss sichergestellt werden, dass die Granaten nach dem Wurf mit der Vorderseite auf das Ziel auftreffen, wo sie durch Aufschlagzündung detonieren. Die Granaten werden deshalb nach dem Wurf durch Schirme oder andere Stabilisierungsflächen am Stiel aerodynamisch stabilisiert. Die deutsche Panzerwurfmine (Lang) besaß Stoffflächen, die um den Stiel gewickelt waren und sich nach dem Wurf wie Leitwerke entfalteten. Bei der sowjetischen RPG-43 stieß nach dem Wurf eine Feder einen Blechschirm an das Ende des Stiels, der einen schmalen Stoffschirm entlang des Stiels entfaltete.

### Technische Daten der Handgranate 85 (HG85) der Schweizer Armee
- Hersteller RUAG
- Gesamtgewicht ca. 465 g
- Gewicht Sprengstoff (TNT) ca. 155 g
- Verzögerungszeit des Zünders 3,5–4,5 s (bei 20 °C)
- Splitter:
  - Gesamt etwa 2000
  - in 5 m Abstand vom Sprengpunkt 4–5 pro m²
  - Energie pro Splitter in 5 m Abstand vom Sprengpunkt ca. 80 J

Diese Handgranate gilt dank ihres speziell konstruierten Zünders und Verpackung als besonders sicher und wird deshalb in einigen europäischen Armeen verwendet.

### Weitere Formen

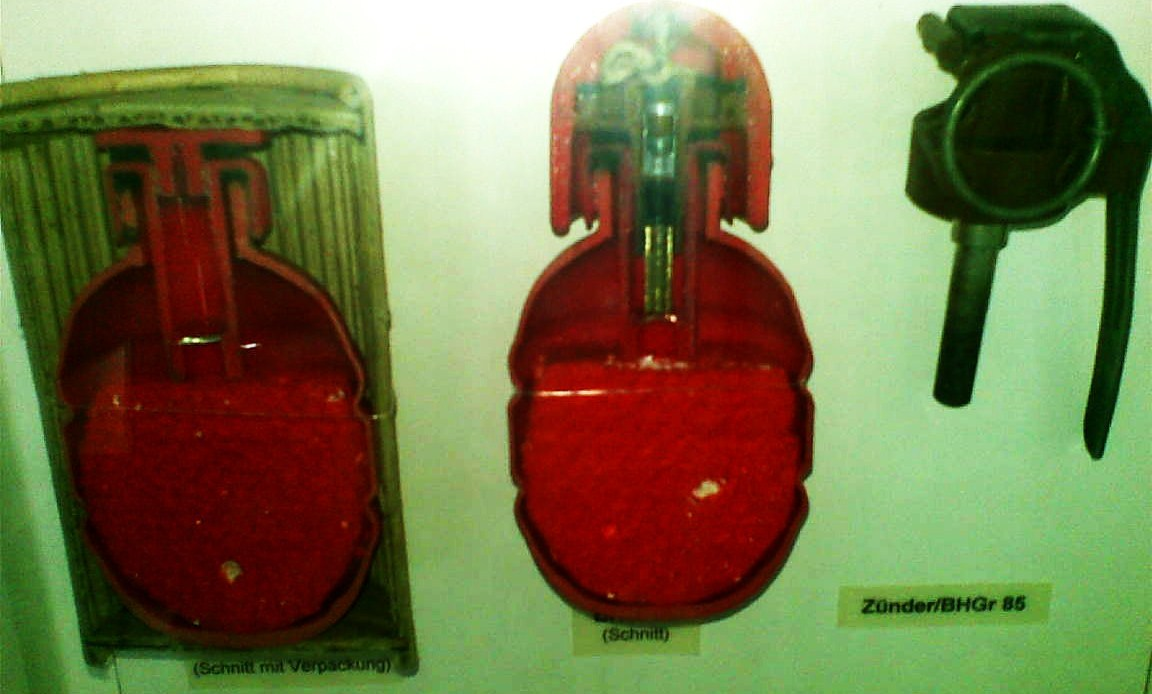
Querschnitt einer Brandhandgranate

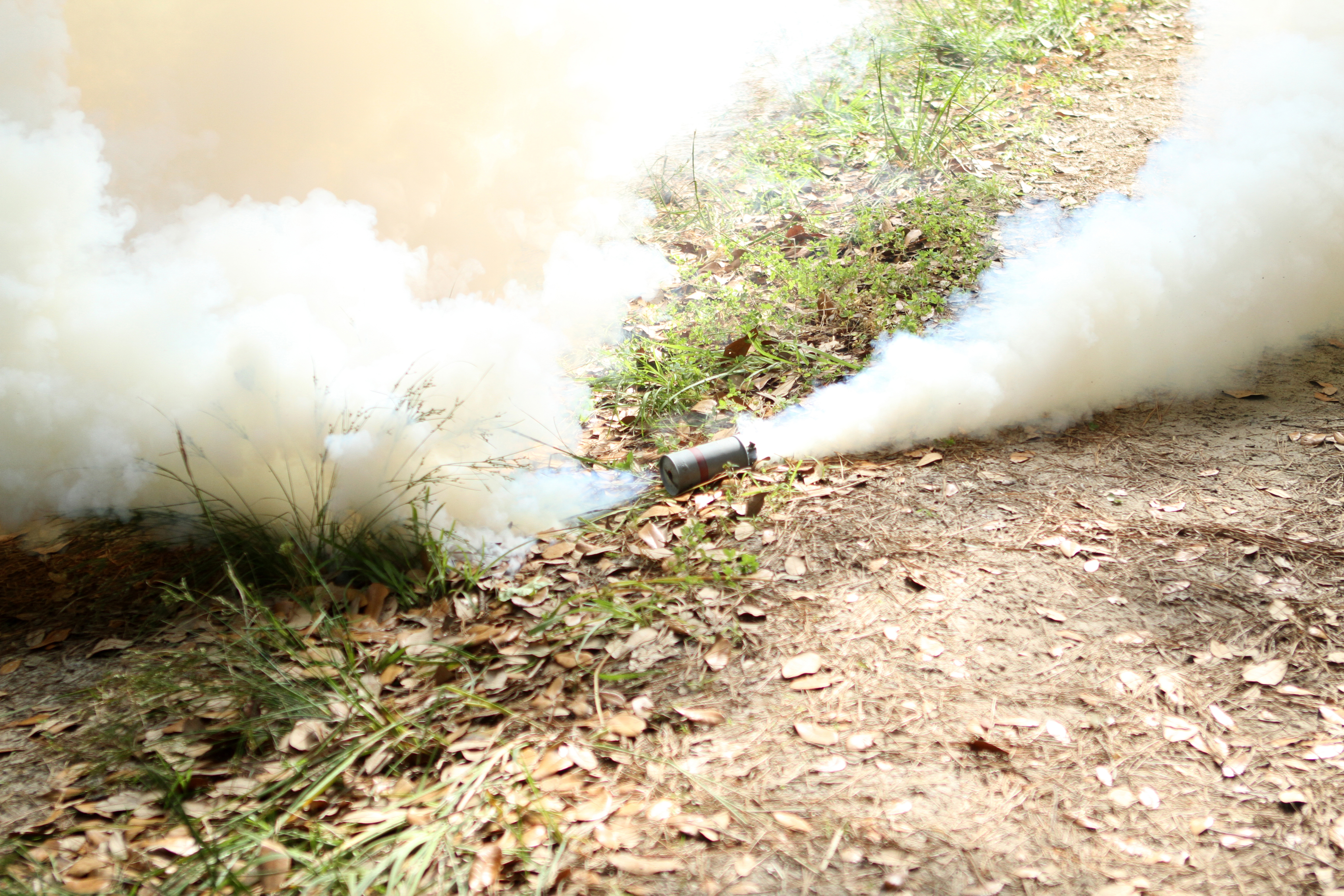
Gezündete Tränengas-Handgranate

Eierhandgranaten gibt es in verschiedenen Versionen und Formen, mit und ohne Splitter, mit zusätzlichem Splittermantel, in Eier-, Apfelsinen-, Ananas-, Dosen- und Kugelform, mit Stahl- und mit Plastikaußenmantel (in Kunststoff eingegossene Eisendrahtstücke).
Neben dem regulären Handgranatenzünder existieren auch (seltener) Aufschlag- und einstellbare Zeitzünder. Der reguläre Zünder wird bei einigen Modellen analog der älteren britischen Mills-Granate in die eigentliche Handgranate integriert. Der Schlagzünder kann die reguläre Schlagfeder oder, in der russischen Form, eine Spiralfeder aufweisen. Von der deutschen Eierhandgranate existierte eine Version, deren Zünder eine Verzögerung von einer Sekunde oder weniger aufwies und teils durch einen roten statt blauen Verschlussknopf gekennzeichnet war. Diese Exemplare wurden in verlassenen Stellungen als „Beute“ zurückgelassen.
Neben normalem Sprengstoff (in der Regel TNT) können solche Handgranaten auch Napalm, Phosphor, Giftgas, Thermit, Tränengas oder ein Nebel bildendes Gemisch enthalten (letzteres besteht seit über 100 Jahren in der Regel aus Kaliumchlorat und Milchzucker). Bei dem am Ende des Zweiten Weltkriegs teils verwendeten Nipolit konnte auf eine äußere Hülle verzichtet werden, der Sprengstoff besaß eine ausreichende Festigkeit.
Daneben gibt es auch die sogenannte „Nicht-tödliche“ Granate, die „Blitz/Knall“ bzw. „Stun“-Granate (engl. to stun = betäuben) bzw. auch Blendgranate. Solche Granaten erzeugen einen extrem hellen Blitz, der das ungeschützte Auge vorübergehend oder dauerhaft blendet, und einen sehr lauten Knall, der über das Innenohr den Gleichgewichtssinn stört und eventuell die Trommelfelle zerreißt. Beides zusammen macht das Opfer vorübergehend orientierungslos und kampfunfähig. Solche Granaten werden etwa von Spezialeinheiten der Polizei verwendet, um eine Geiselnahme nach Möglichkeit unblutig zu beenden.
Altertümliche Haftminen auf Klebstoff- oder Magnetbasis, mit regulärer Ladung oder Hohlladung, können, für die Panzerbekämpfung gedacht, eine Sonderform der Handgranate darstellen. Die geballte Ladung, eine Handgranate mit mehreren verbundenen Sprengköpfen oder einer großen Hauptladung, ist eine andere Möglichkeit. Auch die Kombination aus Benzinkanister und Handgranate, eine spezielle Form des Molotowcocktails, sollte erwähnt werden.

Katapulte zum Werfen von Handgranaten (Schweiz ca. 1916)

Im Ersten Weltkrieg existierten funktionierende Experimente mit Wurfmaschinen für Handgranaten. In Forts gab es spezielle Auswurfschächte für Handgranaten. Die Gewehrgranaten gehen auf Bauformen zum Handgranatenwurf zurück.
Bei einigen Polizeien, zum Beispiel bei der Bundespolizei, der bayerischen und hessischen Polizei, sind Handgranaten als Mittel des unmittelbaren Zwangs zugelassen.
Löschgranaten werden zum Löschen von Bränden in Gebäuden eingesetzt. Diese können ohne Zutritt zum Raum verwendet werden, da man sie durch Türen oder Fenster werfen kann.

## Funde
Noch heute findet man Handgranaten aus den Weltkriegen, wie etwa 2015 auf einem Spielplatz in Wien, auf dem ein Jahr zuvor ein Erdhaufen aufgeschüttet worden war. Weitere Funde von Handgranaten wurden mit einer angewachsenen Rostschicht in der Adria vor Kroatien, bei Feldarbeiten, im Wald oder nach Hochwasser gemacht. Eine etwa 1 kg schwere Handgranate aus dem Ersten Weltkrieg „möglicherweise deutschen Ursprungs“ kam über eine Schiffsladung Kartoffeln nach Hongkong und wurde im Februar 2019 in einer Lebensmittelverarbeitungsanlage entdeckt und kontrolliert gesprengt.